# Nombre solitaire
En mathématiques, un nombre solitaire est un entier naturel qui n'est ami (en) avec aucun autre entier que lui-même.
Toutes les puissances des nombres premiers sont solitaires.
En particulier, tout nombre premier est solitaire. Plus généralement, si les nombres n et σ(n) sont premiers entre eux  (suite A014567 de l'OEIS), c.-à-d. si σ(n)/n est une fraction irréductible, alors l'entier n est solitaire.
Aucune méthode générale n'est connue pour déterminer si un nombre est solitaire ou a des amis. Le plus petit nombre dont la classification est inconnue est 10 ; on conjecture qu'il est solitaire. Il n'a pas d'amis inférieurs à deux milliards.